# 异形狭果鹤虱
异形狭果鹤虱（学名：Lappula semiglabra var. heterocaryoides）为紫草科鹤虱属狭果鹤虱的变种。分布在俄罗斯以及中国大陆的新疆、青海、甘肃等地，一般生于沙丘间、山前洪积扇碎石坡及荒漠地带，目前尚未由人工引种栽培。